# Tabanus confusiens
Tabanus confusiens är en tvåvingeart som beskrevs av Philip 1959. Tabanus confusiens ingår i släktet Tabanus och familjen bromsar. Inga underarter finns listade i Catalogue of Life.